# Virupa
Virupa o Birupa (India, siglo IX) fue un religioso indio.
Su nombre significa ‘el mal hecho’ o ‘el feo’.
Es considerado uno de los más importantes entre los 84 maja-sidhas (‘grandes adeptos’).
De él provinieron las enseñanzas del Lamdre, centro de la escuela sakia de budismo tibetano.
Virupa contaba que había sido abad en un monasterio pero abandonó la práctica porque no conseguía ningún resultado. Arrojó su mala (rosario de oraciones) a la letrina. Apareció entonces un dios que lo obligó a continuar su práctica buscando su mala en la letrina. A partir de este episodio Virupa consiguió grandes poderes y abandonó el monasterio rondando como vagabundo.
En esta fase suya hay un evento central recogido en diversas pinturas que narran que pudo detener el sol durante tres días para evitar pagar una cerveza que había tomado.